# Liste der Monuments historiques in Ablon
Die Liste der Monuments historiques in Ablon führt die Monuments historiques in der französischen Gemeinde Ablon auf.

## Liste der Bauwerke
| Bezeichnung | Beschreibung                     | Standort | Kennzeichnung | Schutzstatus | Datum | Bild           |
| ----------- | -------------------------------- | -------- | ------------- | ------------ | ----- | -------------- |
| Schloss     | Erbaut Ende des 15. Jahrhunderts | (Lage)   | PA00111828    | Inscrit      | 1990  | weitere Bilder |

## Liste der Objekte
- Monuments historiques (Objekte) in Ablon in der Base Palissy des französischen Kultusministeriums